# Campus Sint-Lukas Brussel

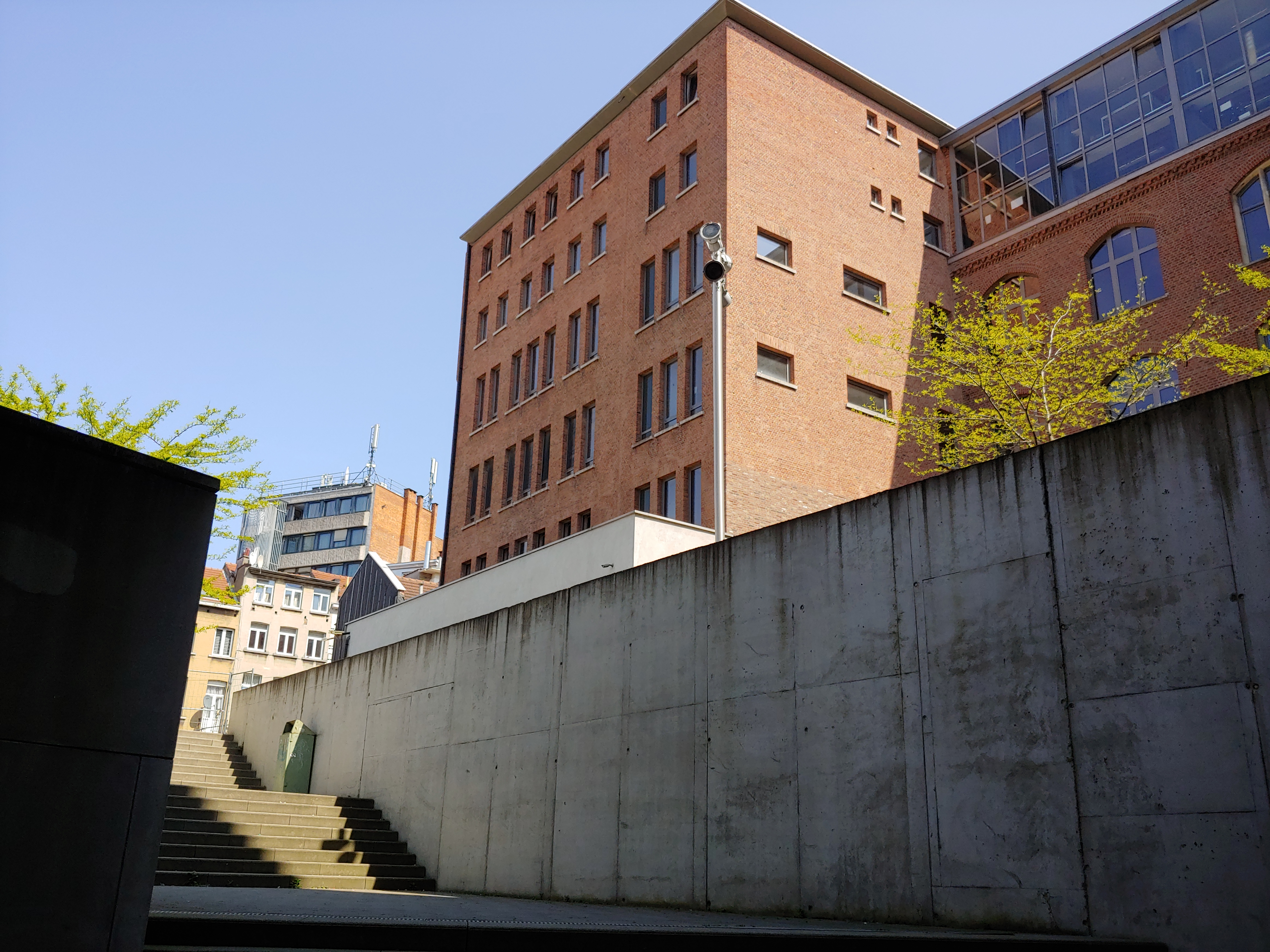
Campus Sint-Lukas in 2022

Campus Sint-Lukas Brussel is een campus van de LUCA School of Arts in Brussel. Tot 2012 was de Hogeschool Sint-Lukas Brussel een onafhankelijke Vlaamse hogeschool. De campus is gelegen in Schaarbeek, in de Paleizenstraat nummer 70.

## Geschiedenis

### Ontstaan
De oorsprong van Sint-Lukas Brussel lag in de neogotische traditie van het kunstambacht-scholen die eind 19e eeuw werden opgericht door de "Broeders van de Christelijke Scholen". De school opende haar deuren in 1880.

### Onafhankelijke koers
In tegenstelling tot de meeste andere Vlaamse hogescholen bleef deze instelling uit de grote fusie-operatie van 1995-1996. Vaak werd ze verward met het nabijgelegen Sint-Lucas-Instituut, ook een school met kunstopleidingen (onder andere architectuur), die sinds 1995 deel uitmaakte van de Hogeschool voor Wetenschap en Kunst (WENK). In 2001 overwoog Sint-Lukas een associatie met de Brusselse hogescholen en de VUB, waardoor Sint-Lukas in dezelfde groep als het RITS en het Koninklijk Conservatorium Brussel zou terechtkomen en er een grote Brusselse kunstenhogeschool gevormd zou kunnen worden binnen de Brusselse associatie. De WENK had echter, samen met de naburige campus Sint-Lucas Brussel, al voor een associatie met de KU Leuven gekozen. Uiteindelijk koos Sint-Lukas ook voor associatie met de KU Leuven waardoor de Brusselse kunstenhogeschool er niet kwam. Vandaag maken het RITCS en het conservatorium als School of Arts deel uit van de Erasmushogeschool.
De Vlaamse overheid ging echter strengere minimumaantallen opleggen aan de subsidie voor het hoger onderwijs, waardoor de kleine hogeschool in de problemen kwam. In 2007 ging de hogeschool op zoek naar verschillende mogelijke uitwegen voor dit probleem. Een eerste mogelijkheid bestond uit een samenwerking met de andere kunsthogescholen in de associatie rond de KU Leuven, maar dit zou "het eigen profiel bemoeilijken". Een andere mogelijkheid was de samenwerking met een niet-kunsthogeschool, zoals het RITCS met de Erasmushogeschool het gedaan. Een laatste mogelijkheid zou het behoud van een volledig onafhankelijke koers zijn, los van de financiële bestraffing die daarmee gepaard zou gaan. Dit alles gebeurde tegen de achtergrond van de verplichte academisering. Binnen de hogeschool Sint-Lukas gingen er stemmen op om voor een andere niet-academisch model te kiezen, zonder masteropleidingen, waardoor de vrijheid van de kunsten bewaard zou blijven, een model dat in Duitsland ingang vond.

### Fusie met WENK tot LUCA
In 2012 kwam de fusie er dan toch: Sint-Lukas (Paleizenstraat 70) fuseerde met de WENK en dus ook met buur Sint-Lucas (Paleizenstraat 65). Met de fusie werd ook een naamswijziging doorgevoerd die de ambitie van de nieuwe kunsthogeschool moest onderstrepen: LUCA School of Arts. Zoals voorzien bij de fusie werden de academische architectuuropleidingen van 'Sint-Lucas' sinds het academiejaar 2013-2014 als 'Faculteit Architectuur' geïntegreerd binnen de KU Leuven, waardoor de campus 'Sint-Lucas Brussel' (Paleizenstraat 65) werd overgenomen door de KU Leuven.

## Onderwijsaanbod
Op de campus worden volgende opleidingen aangeboden:
- professionele Bachelor:
  - Bouw
  - interieurvormgeving
- Academische Bachelor- en Master:
  - Audiovisuele kunsten
  - Beeldende kunsten, met afstudeerrichtingen fotografie, grafisch ontwerp, vrije kunsten.

Aan de school is ook een kunstgalerie verbonden, die vooral ruimte biedt aan hedendaagse Belgische en internationale kunstenaars.

## Alumni
Adil El Arbi, Illah, Ana Torfs, Hans Op de Beeck, Judith Vanistendael, Emma De Swaef, Stephan Vanfleteren, Sahim Omar Kalifa, Fien Troch, Dorothée Van Den Berghe, Dominique Deruddere, Michaël R. Roskam, Patrice Toye, Leonardo Van Dijl, Bert Scholiers, Zjef Vanuytsel en Kris De Bruyne.